# Бёддинг, Инге
Инге Бёддинг (нем. Inge Bödding; род. 29 марта 1947, Гамбург, Германия), в девичестве Экхофф (нем. Eckhoff) — немецкая легкоатлетка, специалистка по бегу на короткие дистанции. Выступала за сборную Германии по лёгкой атлетике в конце 1960-х — начале 1970-х годов, бронзовая призёрка летних Олимпийских игр в Мюнхене, победительница и призёрка чемпионатов Европы, чемпионка немецкого национального первенства.

## Биография
Инге Экхофф родилась 29 марта 1947 года в Гамбурге. Проходила подготовку в клубах LG Niendorf/Lurup и LG Nord-West Hamburg.
Первого серьёзного успеха на взрослом международном уровне добилась в сезоне 1969 года, когда вошла в основной состав западногерманской национальной сборной и побывала на чемпионате Европы в Афинах, откуда привезла награду бронзового достоинства — в зачёте эстафеты 4 × 400 метров уступила только командам из Великобритании и Франции.
В 1970 году на Кубке Европы в Будапеште заняла второе место в эстафете 4 × 400 метров.
В 1971 году на зимнем европейском первенстве в Софии стала серебряной призёркой в беге на 400 метров, пропустив вперёд только советскую бегунью Веру Попкову, тогда как на летнем европейском первенстве в Хельсинки добавила в послужной список ещё две серебряные медали: финишировала второй в личном зачёте 400 метров, уступив соотечественнице Хельге Зайдлер, и в эстафете 4 × 400 метров, где была побеждена командой из ГДР. Также в этом сезоне выиграла две золотые медали в зачёте национального первенства ФРГ.
На чемпионате Европы в помещении 1972 года в Гренобле стала второй после Кристель Фрезе в индивидуальном беге на 400 метров и одержала победу в программе эстафеты 4 × 360 метров. Благодаря череде удачных выступлений удостоилась права защищать честь страны на домашних летних Олимпийских играх в Мюнхене — в эстафете 4 × 400 метров вместе с Анетте Рюккес, Хильдегард Фальк и Ритой Вильден завоевала бронзовую медаль, уступив на финише командам из Восточной Германии и Соединённых Штатов. За это выдающееся достижение по итогам сезона была награждена Серебряным лавровым листом, высшей спортивной наградой ФРГ.